# Apple Fitness
Fitness (Activity) — приложение для отслеживания физических нагрузок и упражнений, анонсированное компанией Apple во время специального мероприятия в сентябре 2014 года. Приложение доступно на iPhone с поддержкой операционной системы iOS 8.2 или выше для пользователей с подключенными Apple Watch. Приложение отображает сводное представление записанных тренировок пользователя с Apple Watch или поддерживаемых сторонних приложений и тренажеров.

## Функции
Приложение отображает три «кольца активности», которые являются ежедневными целями движения, и призывает пользователей «закрыть» все свои кольца к концу дня. Кольцо движения отслеживает количество сожженных калорий, кольцо упражнений отслеживает минуты, потраченные на тренировку, а кольцо стойки отслеживает количество часов, потраченных на стояние в течение по крайней мере одной минуты. Кольца активности могут быть разделены с другими пользователями, чтобы сравнить данные и начать соревнования, которые дают награду человеку, который заполнил свои кольца больше всех за семидневный период.
Все тренировки, записанные через приложение Workout на Apple Watch, можно просмотреть на вкладке «Сводка» в приложении Fitness и включить соответствующие показатели и данные HealthKit, такие как частота сердечных сокращений (в зависимости от типа упражнения). Для активного отдыха резюме также включают погодные условия во время тренировки и карту, которая показывает маршрут, пройденный во время тренировки. После 180-дневного периода приложение покажет пользователям усредненную статистику тенденции упражнений, а также сравнит с предыдущими показателями.

## Apple Fitness+
Apple Fitness+ — это потоковый сервис видео-тренировок, анонсированный во время специального мероприятия Apple в сентябре 2020 года и официально запущенный 14 декабря 2020 года. Сервис предоставляет видео-руководства по тренировкам и процедурам от профессионалов фитнеса, отображая статистику упражнений с Apple Watch в правом верхнем углу видео в режиме реального времени. Каждая тренировка настроена на кураторский плей-лист, а подписчикам Apple Music предоставляется возможность загрузить специальный плей-лист для тренировок на свое устройство. Услуга размещается в фитнес-приложении и стоит 9,99 долларов США в месяц, 79,99 долларов США в год, или её можно получить по подписке Apple One.

### Тренировки
Тренировки доступны для следующих видов деятельности: ядро, езда на велосипеде, танцы, высокоинтенсивные интервальные тренировки (HIIT), гребля, сила, беговая дорожка и йога. В большинстве тренировок есть три тренера, один из которых выполняет модифицированную, менее интенсивную версию тренировки. Также доступны более короткие тренировки, которые имеют только одного инструктора и включают в себя дополнительные инструкции для тех, кто новичок в конкретном упражнении.

## GymKit
GymKit — это интеграционный API, запущенный вместе с watchOS 4.1 31 октября 2017 года, который позволяет разработчикам и производителям включать двунаправленную синхронизацию между Apple Watch и некоторыми кардиотренажерами. После сопряжения совместимые машины могут отправлять данные о тренировках и производительности в фитнес-приложение.